# Lymantria orestera
Lymantria orestera este o specie de molii din genul Lymantria, familia Lymantriidae, descrisă de Collenette 1932 Conform Catalogue of Life specia Lymantria orestera nu are subspecii cunoscute.